# Carcinome adénoïde kystique
 Mise en garde médicale
Un carcinome adénoïde kystique, ou cylindrome, est un cancer de la famille des adénocarcinomes, le plus souvent développé aux dépens des glandes salivaires, mais aussi de la trachée ou du canal lacrymal.